# Linterne

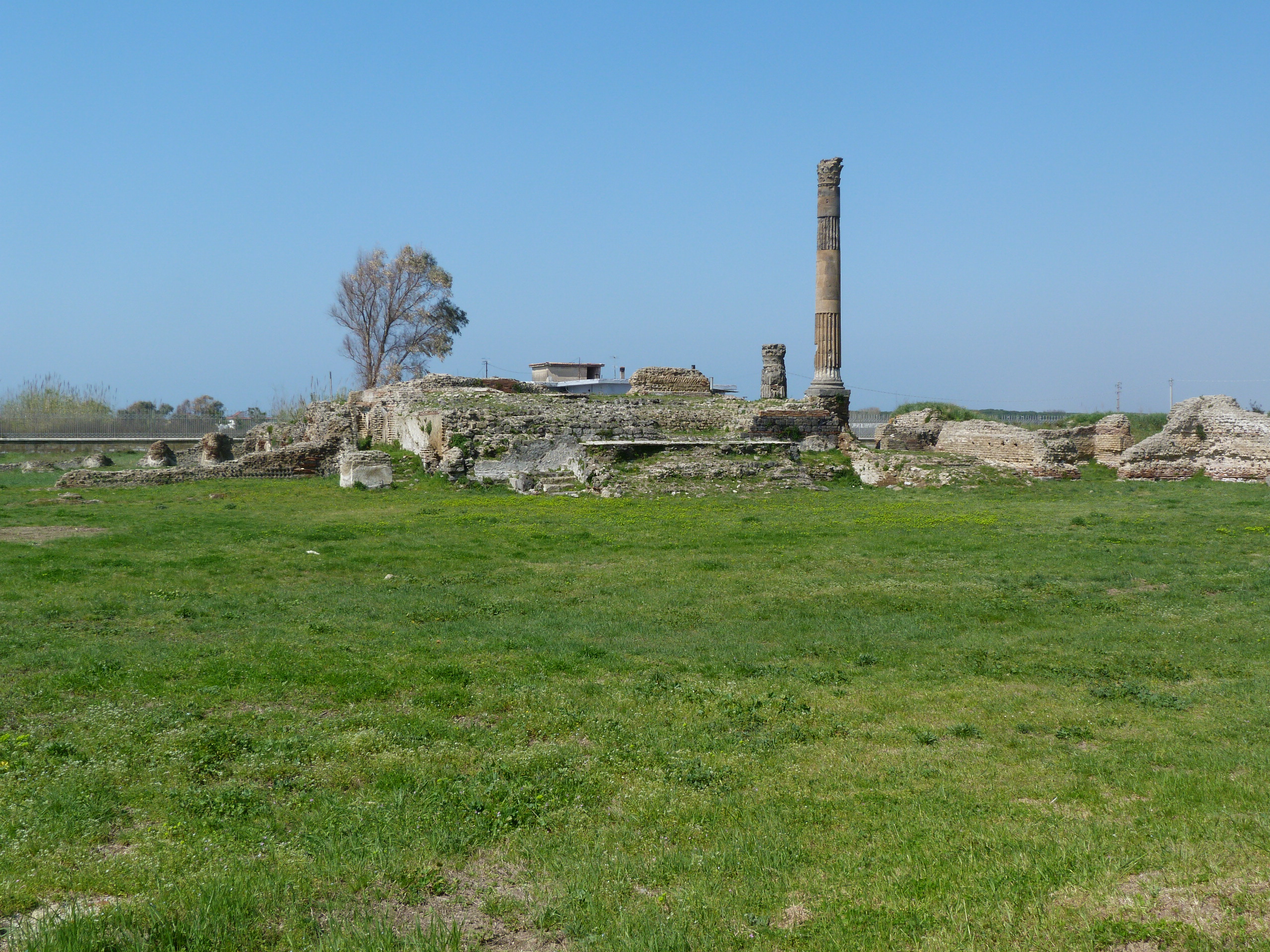
Ruines de Linterne : podium du temple, avec une colonne relevée et le bas d'une autre.

Linterne (Linternum ou Liternum) est une ville côtière de la Campanie antique (Italie), située entre Cumes et le Volturne. Le site correspond à l'actuelle Lago Patria, fraction de la commune de Giugliano in Campania.

## Situation
Linterne se trouve à l'embouchure du Clanis, sur la rive sud du Lago di Patria (appelé dans l'Antiquité Linterna palus). Cette zone de lagunes côtières a valu à Linterne le qualificatif de stagnosum Linternum (« Linterne la marécageuse ») chez Silius Italicus.

## Dénomination
En latin, les formes Linternum et Liternum coexistent, avec peut-être une petite préférence pour la forme sans n, qui semble être la seule attestée en grec (chez Appien).
Les écrivains français utilisent habituellement le nom francisé Linterne (Du Bellay, Les Regrets, 162, 11 ; Voltaire ; Encyclopédie de Diderot et d'Alembert ; etc.), à l'exception notable de Châteaubriand, qui a visité le site et qui préfère Literne. La forme Linterne a été popularisée par le vers célèbre de José-Maria de Heredia (Les Trophées), par lequel débute le sonnet « Après Cannes » :
Un des consuls tué, l'autre fuit vers Linterne

Ou Venuse.
Mais les érudits conservent souvent l'un des noms latins. La forme latine est également préférée dans les langues étrangères.
Le nom moderne Patria (qu'on trouve aussi bien dans le nom de la localité que dans celui du lac) aurait pour origine le mot patria dans l'inscription de la tombe de Scipion l'Africain (voir ci-dessous).

## Histoire
D'abord établissement osque, elle devint une colonie romaine en 194 av. J.-C., pour accueillir des vétérans de la deuxième guerre punique.
C'est à Linterne que Scipion l'Africain, poursuivi par l'ingratitude de ses concitoyens, se retira, au milieu de ses anciens soldats, et mourut en 183 av. J.-C.. Selon la tradition, on grava sur sa tombe ces mots qu'il aurait prononcés : Ingrata patria, ne quidem habebis ossa mea, « Patrie ingrate, tu n'auras pas mes os ». Selon l'historien Christophe Badel, Scipion l'Africain s'est exilé à Linterne pour fuir un procès contre lui. En effet, dans un contexte de conquêtes, le triomphe procurait une auctoritas incomparable pour certains généraux de l'armée. La figure du triomphateur s'avérait ambiguë voire dangereuse pour l'aristocratie romaine (qui était attachée à une forme d'égalité entre les nobles). Scipion l'Africain fut donc le premier des imperatores, ces généraux victorieux susceptibles de déstabiliser la République romaine. Scipion l'Africain a accumulé plusieurs victoires : la bataille de Zama, la victoire sur le roi Antiochos III (en tant que lieutenant de son frère), etc. Les Espagnols le considéraient comme un demi-dieu, et lui-même aurait laissé entendre qu'il était issu de Jupiter. Caton l'Ancien comprit le danger que Scipion l'Africain représentait et a inspiré le procès contre les frères Scipions pour malversation pendant la campagne asiatique (en -184). Les accusateurs se focalisèrent sur Scipion l'Africain, suspecté d'aspirer au pouvoir personnel. Ainsi, ce dernier a préféré devancer la condamnation en s'exilant à Linterne.
Auguste y établit une colonie de vétérans. Au IIe siècle ap. J.-C., la construction de la Via Domitiana (entreprise par Domitien en 95 pour faciliter l'accès au port de Pouzzoles) désenclava la ville et favorisa son développement.
Linterne a été détruite par les Vandales en 455.
On a dit parfois que Linterne avait été le siège d'un évêché, mais cette affirmation a été contestée.
Des fouilles ont mis au jour entre 1923 et 1937 quelques éléments du centre de la cité (forum, avec un temple, une basilique et un petit théâtre), datant du début de l'Empire. Leur mise en valeur a été entreprise récemment.